# Acabaria ouvea
Acabaria ouvea är en korallart som beskrevs av Manfred Grasshoff 1999. Acabaria ouvea ingår i släktet Acabaria och familjen Melithaeidae. Inga underarter finns listade i Catalogue of Life.